# 仙台農業協同組合
仙台農業協同組合（せんだいのうぎょうきょうどうくみあい）は、宮城県仙台市宮城野区新田東に本店を置く農業協同組合。愛称はJA仙台。利府町の指定金融機関であり、仙台市の指定代理金融機関である。

## 概要
コメの自由化や米価低迷など農業を取り巻く環境が大きく変化する中、宮城県農業協同組合中央会（以下「JA宮城中央会」）は1995年11月に開催した県農協大会において、当時93あった単位農協を1997年までに合併によって、11広域農協に統合する計画を決議した。これに基づき、仙塩地区においては10農協（JA仙台原町・JA仙台市・JA宮城・JA仙台市西・JA秋保町・JA利府町・JA宮城松島町・JA仙台市泉・JA多賀城市・JA七ヶ浜町）による広域合併が計画された。しかし、諸般の事情からJA仙台市泉・JA多賀城市・JA七ヶ浜町が参加を見送った。これによって残りの7農協が合併。1998年3月1日に仙台農業協同組合（JA仙台）が発足した。
2002年4月1日、先に合併を見送ったJA仙台市泉、JA多賀城市、JA七ヶ浜町をJA仙台が吸収合併した。この合併によって仙台市・多賀城市・塩竈市・宮城郡のいわゆる仙塩地区を営業基盤とする広域農協として存立している。
2015年末に、JA宮城中央会は、県内の14農協を3農協へ再編する方針が提示し、JA仙台は仙南地区の4農協（名取岩沼、岩沼市、みやぎ亘理、みやぎ仙南）との統合案が示された。しかし、2016年3月31日にJA仙台は東日本大震災からの復旧復興は道半ばで、西部の中山間地の活性化も急務となっている。合併ではなく、単独で課題解決に取り組むべきだとの意見が強いとして、再編への参画を見送る方針を表明した。その後、組合員数の減少や高齢化、それに経営の悪化といった共通した課題が登っている当農協と岩沼市、名取岩沼、みやぎ亘理の各農協が合併。2025年4月1日付で新「JA仙台」を発足させることとし、それに向けての予備締結を2024年9月18日に結んだ。
JAビル宮城の1Fに所在する上杉支店は、農林中央金庫がJA仙台の特定信用事業代理業者として運営している店舗となっている。

## 事業
事業として、農産品の流通支援、農機具の販売などの組合員の農業支援や金融業・共済事業のほか、2017年12月1日、子会社の株式会社ジェイエイ仙台を設立し、本体で手掛けていたプロパンガス・石油などの燃料販売業、不動産業、冠婚葬祭業、介護事業などを移管した。
地域の都市化が進み、農家以外の組合員も増えていることから、農業支援事業以外にも力を入れている。地域の農産品としては、米穀の占める割合が非常に高く、その流通支援のために、カントリーエレベーターを仙台市内に2基保有している。

## 沿革

### 仙台市農業協同組合としての前史
- 1964年8月 - 七郷、六郷、生出、長町、高砂、岩切、西多賀、中田の仙台市内の8農協が合併し、仙台市農業協同組合が発足。

### 合流した各農業協同組合の前史
- 1965年4月 - 大沢、広瀬、新川、広瀬中部の4農協が合併し、宮城町農業協同組合が発足。
- 1966年2月 - 宮城町農業協同組合が芋沢農業協同組合を編入し、宮城農業協同組合に改称。
- 1985年2月 - 多賀城市農業協同組合が塩釜市農業協同組合を編入。

### 仙台農業協同組合として
- 1998年3月1日 - JA仙台原町・JA仙台市・JA宮城・JA仙台市西・JA秋保町・JA利府町・JA宮城松島町が合併し、仙台農業協同組合が発足。統一金融機関コードは、JA仙台市が使用していた3636を使用。
- 1999年月1日 - 品井沼出張所を廃止。その後、店舗外ATMとして、松島支店JR品井沼駅前出張所が設置。
- 2001年
  - 3月16日 - 市場内出張所を東口支店に統合。
  - 11月19日 - 沖野支店を六郷支店に統合。その後、旧沖野支店代替の店舗外ATMとして、六郷支店サンマリ沖野店出張所を設置。
- 2002年
  - 2月18日 - 赤坂支店を宮城支店に統合。
  - 4月1日 - JA仙台市泉・JA多賀城市・JA七ヶ浜町を吸収合併。これにより、6支店を開設。
  - 6月3日 - 農林中央金庫仙台支店の移転先である宮城県農業会館（現在のJAビル宮城）内に、仙台農業協同組合としては初の新店である上杉支店を開設。
- 2005年1月4日 - 勘定系システムの初代JASTEMへの移行完了。
- 2006年7月10日 - 本店を現在地に移転（同時に、本店に同居していた東口支店は、新たな本店内に移転する新田支店に統合される形となり、新田支店が新田東支店に改称された）、小鶴支店を岩切支店に統合。
- 2007年4月26日 - 塩釜支店が多賀城支店に統合。同時に、岡田支店を高砂支店に、白沢支店と芋沢支店を宮城支店に、秋保支店を生出支店にそれぞれ統合。
- 2010年5月6日 - 勘定系システムの2代目JASTEMへの移行完了。
- 2013年2月12日 - 長町支店を太白区長町四丁目から現在の同六丁目の新店舗に移転。
- 2015年6月22日 - 松島支店を敷地内に新築移転。
- 2016年
  - 2月29日 - 東日本大震災で被災した原町支店を新築するため、従来の店舗裏手に設置した仮店舗に移転。
  - 3月18日 - 同日開業したエスパル仙台東館の2Fに、直営の洋菓子店である、メゾン・ド・ガトーTANABATA エスパル仙台店を開店。
  - 3月25日 - 東日本大震災による甚大な被害のため、信用事業再編強化法に基づき国から資本注入を受けた105億円を返済[4][5]。
  - 10月3日 - 東日本大震災で被災し、以降仮店舗営業を行っていた七ヶ浜支店が元位置に新築移転。
  - 11月26日 - ATMでのPay-easyサービスを開始。
- 2017年
  - 1月23日 - 原町支店の新店舗を、元位置に新築移転。
  - 12月1日 - 経済事業・直販事業および宅地等供給事業を担う子会社「株式会社ジェイエイ仙台」を設立。
- 2018年1月9日 - 2代目JASTEMのマシンリプレース。
- 2022年
  - 11月7日 - 建物の老朽化に伴い、生出支店の仮店舗を西多賀支店へのブランチインブランチにて設置。旧店舗付近に、相談窓口の生出店及び生出支店生出出張所（店舗外ATM）を設置。
- 2024年
  - 4月1日 - 七ヶ浜支店と松島支店の融資業務を廃止し、多賀城支店が継承。
- 2025年
  - 4月1日 - 名取岩沼農業協同組合、岩沼市農業協同組合、みやぎ亘理農業協同組合を吸収合併。

## 子会社
- 株式会社ジェイエイ仙台